# Uniqlo
Uniqlo Co., Utd. (株式会社ユニクロ; Hepburn: Kabushiki-gaisha Yunikuro) Az Uniqlo egy japán hétköznapi ruházati tervező, gyártó és kiskereskedő. A vállalat kezdetben Japánban vette meg a lábát, majd a 21. században Japánon túlra is terjeszkedett, és gyorsan a H&M-hez hasonló márkákhoz hasonlítható jelentős ruhamárkává vált. Az Uniqlo jelenleg több mint 2400 üzlettel rendelkezik világszerte.

## Sztori
Az Uniqlo-t 1949 márciusában alapították Ube (Jamagucsi), és a Fast Retailing Group, akkori nevén Ogori Shori része.
1984-ben Hirosima megnyílt egy uniszex alkalmi ruhaüzlet „Unique Clothing Warehouse” néven, amely később „Uniqlo”-ra rövidült. A márka eredeti neve „Uniclo”, de az 1988-as hongkongi adminisztratív munka során a C-t véletlenül összekeverték a Q-val, és azóta „Uniqlo”-nak hívják.
Az Uniqlo 2001-ben nyitotta meg első Japánon kívüli üzletét London, első üzletét pedig Sanghaj 2002-ben. 2005-ben nyílt meg az első amerikai Uniqlo New York.
Az Uniqlo jelenleg több mint 30 000 embert foglalkoztat, és több mint 25 országban van irodája. Világszerte több mint 2400 üzlet van, köztük több mint 800 Uniqlo üzlet Japán (több mint 100 csak Tokió), és több mint 1600 Japánon kívül.

## Tevékenység

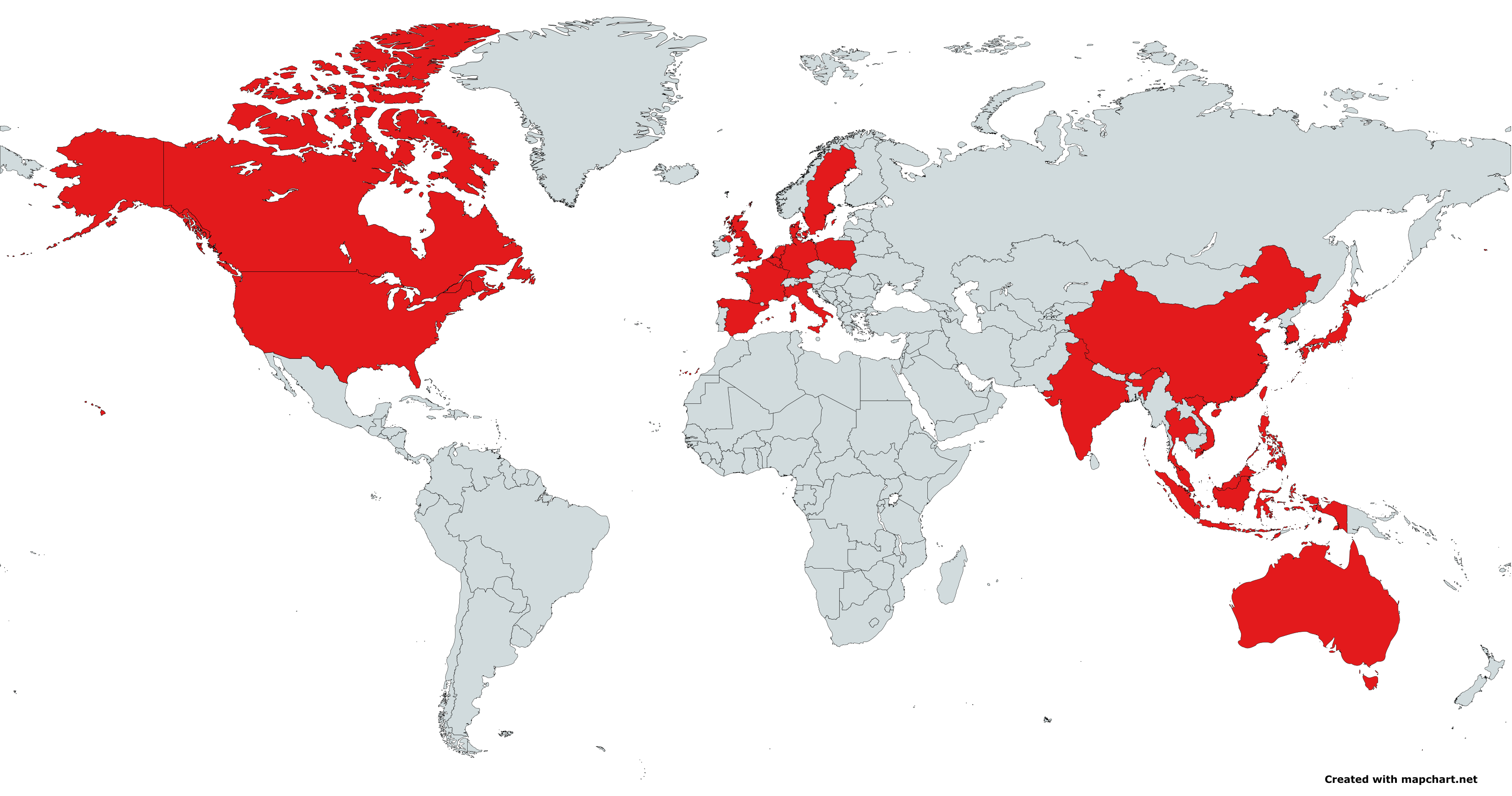
Uniqlo üzletekkel rendelkező országok (2023)

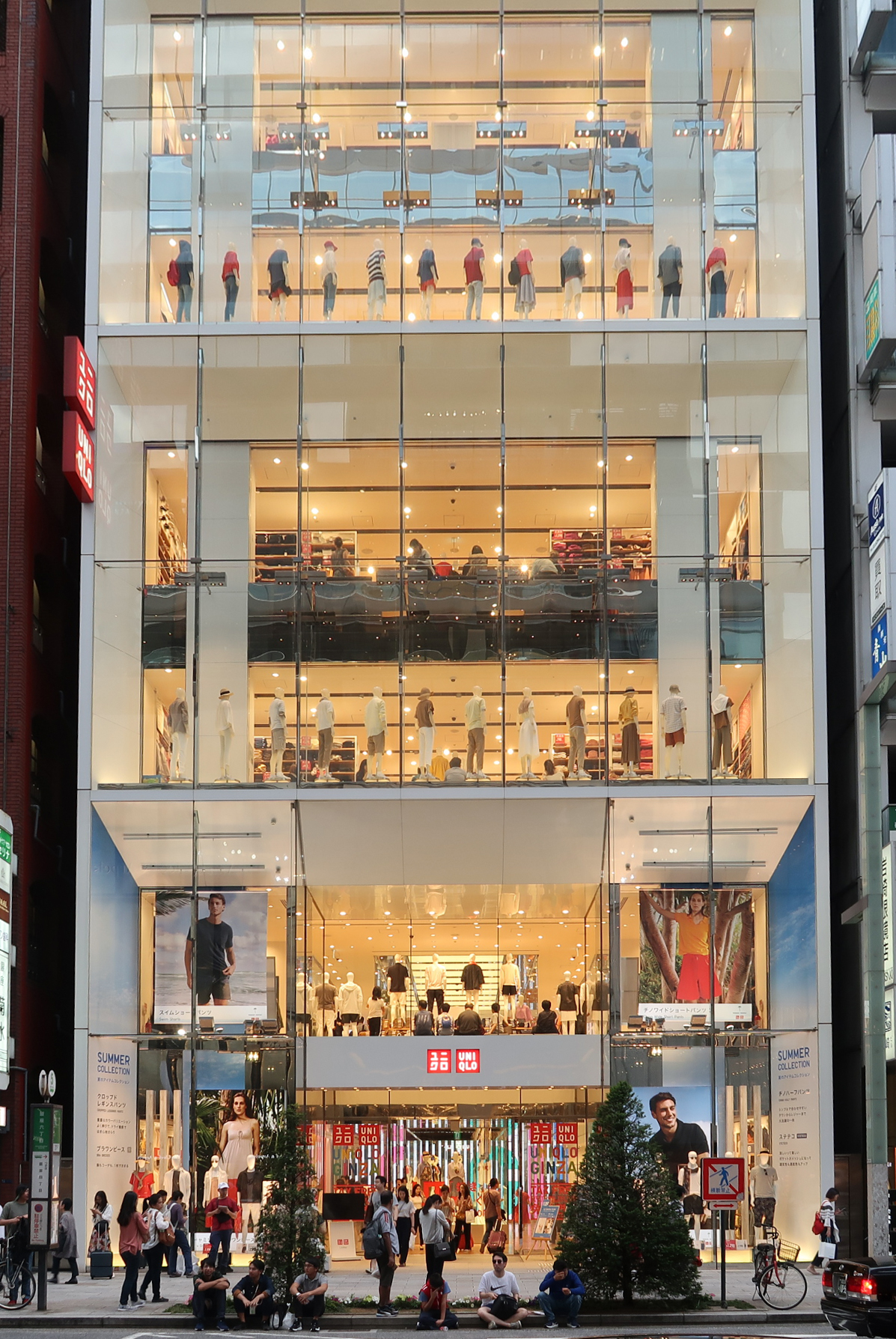
Uniqlo zászlóshajó üzlet Ginzá

Az eladások és a nyereség tekintetében első helyen áll a japán ruhaüzletek között. 2007-ben világszerte csaknem 750 fiók működött. 2014 végén a cégnek 853 üzlete volt Japánban és közel 700 külföldön, szemben a 2012. novemberi Japánban 851, külföldön pedig 347 üzlettel. A cég a fast fashion modell alapján működik. 2020 óta a márka súlyos veszteségeket szenvedett el a korona és az infláció miatt, 2023 óta pedig a normalizáció révén stabilizálódni tudott a cég.
Európában több mint 70 fiók működik, a legtöbb Franciaország (26) és Egyesült Királyság (17). Vannak fióktelepek olyan országokban is, mint Dánia, Svédország, Németország, Lengyelország, Hollandia, Belgium, Luxemburg, Olaszország és Spanyolország. Magyarországon jelenleg csak online szolgáltatások vannak.
Japánban 2012 áprilisában megnyílt egy 12 emeletes zászlóshajó üzlet a tokiói Ginza, amely jelenleg a legnagyobb Uniqlo üzlet, mintegy 5000 négyzetméterével. A 2020-as felújítás óta a fiókban szabóműhely működik.
2022-ben az Uniqlo Japan megnyitotta a Re.Uniqlo-t, ahol az ügyfelek új ruhagyártási és -javítási szolgáltatásokat kaphatnak. A Re.Uniqlo Repair Studio aznapi javításokat és egyedi átalakításokat kínál az Uniqlótól vásárolt ruházaton.

## Logói

Korábbi Uniqlo logó (1998-2009)
Uniqlo logó az ábécében
Uniqlo logó japánul

## Technológiai fejlődés
Az Uniqlo előnyöket kínál a technológia és a különféle szempontok kezelésének képessége tekintetében.
Az Uniqlo egy gyors divatmárka innovatív technológiával, amely elegáns, nyugodt megjelenést kölcsönöz. Mind a HeatTech, mind az Airism a LifeWear figyelemre méltó terméke: egyrészt a HeatTeach technológia lehetővé teszi a testhő tárolását és az egyidejű izzadságtermelési technológiát a ruházatban, másrészt az Airism technológia teljes hidratálást tesz lehetővé.